# Brécy (Cher)
Brécy ist eine französische Gemeinde mit 969 Einwohnern (Stand: 1. Januar 2022) im Département Cher in der Region Centre-Val de Loire. Sie gehört zum Arrondissement Bourges und zum Kanton Saint-Germain-du-Puy.

## Geografie
Etwa zehn Kilometer ostnordöstlich von Bourges gelegen befindet sich Brécy in der Champagne berrichonne. 
Umgeben wird Brécy von den Nachbargemeinden Rians im Norden, Étréchy im Nordosten, Villabon im Osten und Südosten, Farges-en-Septaine im Süden, Nohant-en-Goût im Südwesten sowie Sainte-Solange im Westen und Nordwesten. 
Durch die Gemeinde führt die Route nationale 151. 

## Bevölkerungsentwicklung
| Jahr                       | 1962 | 1968 | 1975 | 1982 | 1990 | 1999 | 2007 | 2019 |
| Einwohner                  | 549  | 555  | 488  | 503  | 692  | 706  | 770  | 1043 |
| Quellen: Cassini und INSEE |      |      |      |      |      |      |      |      |

## Sehenswürdigkeiten
- Kirche Saint-Germain aus dem 12. Jahrhundert
- Kapelle von Francheville aus dem 12. Jahrhundert, vormals Kommanderie des Tempelritterordens
- Herrenhaus von Guilly
- Schloss Brécy (Monument historique)

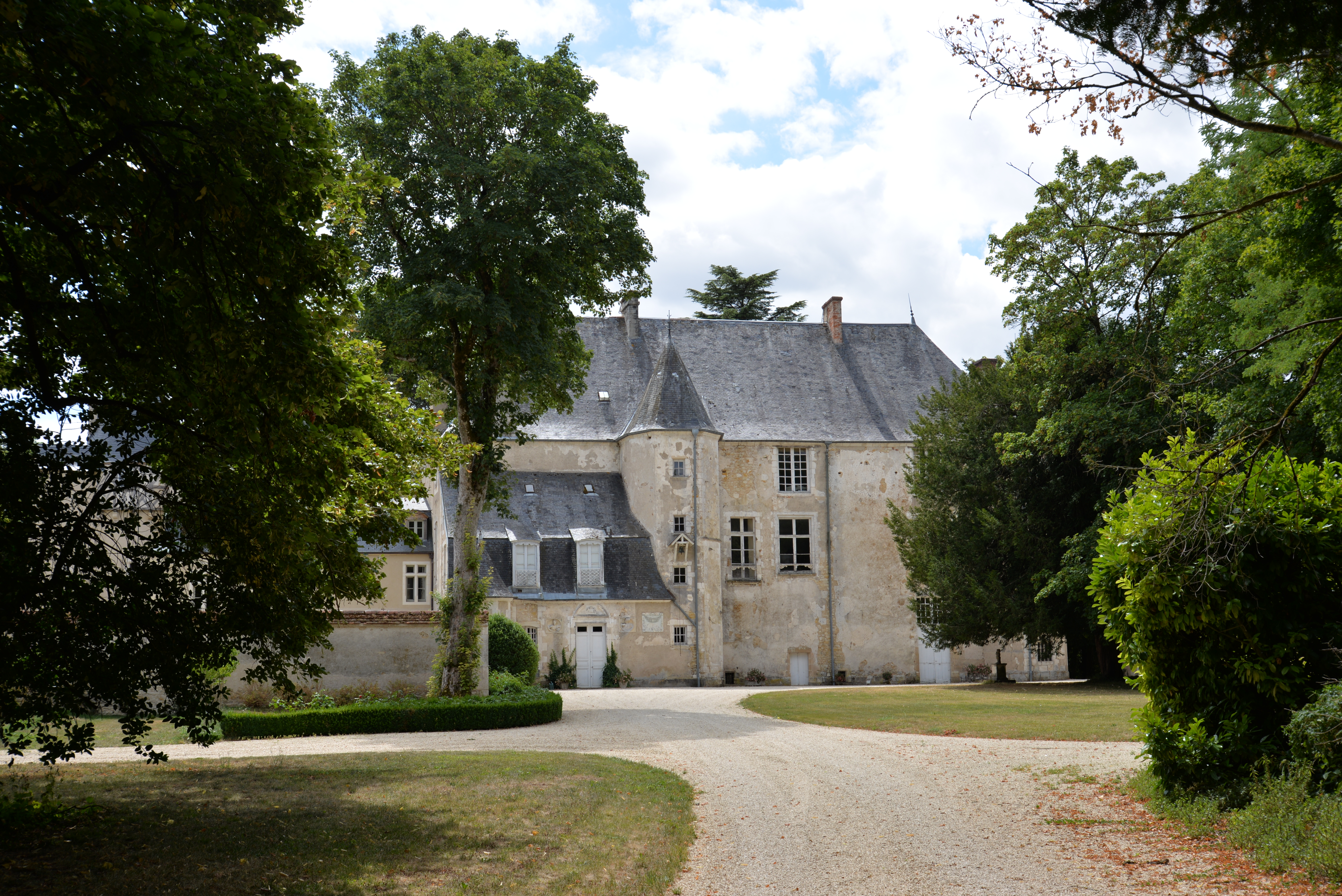
Schloss Brécy